# Жодловски, Пьер
Пьер Жодловски (фр. Pierre Jodlowski, 9 марта 1971, Тулуза) — французский композитор.

## Биография
Учился в Лионской консерватории, затем в IRCAM. В своих мультимедиальных представлениях сотрудничает с артистами балета (Эммануэль Юин и др.), писал музыку для немого кино (Стачка Эйзенштейна и др.). Приглашенный композитор Берлинской академии художеств (2003 и 2004). Лауреат ряда премий.

## Избранные сочинения
- 1993: Пять стихотворений Жака Дюпена для магнитофонной ленты
- 1995: Éclats de ciel для кларнета и электроакустики
- 1996: Lignes d’incidences для инструментального ансамбля и электроакустики
- 1997: Dialog/No Dialog для флейты и электроакустики
- 1999—2001 Barbarismes (Trilogie de l’an mil) для инструментального ансамбля и электроакустики
- 2000: Figures pour un espace en mouvement для ударных, бас-кларнета, тромбона и виолончели
- 2003: Berlin, mémoires aléatoires, спектакль для танцовщицы, трех музыкантов, электроники и видео
- 2005: Lifetime, мультимедиальный спектакль
- 2006: Le grand dehors для танцовщика и электроники
- 2006: Artaud Corpus fragments, спектакль с использованием видео и электроники
- 2007: Cycle des rituels для электроники
- 2009: Jour 54, радио-опера